# Hász
A hász (hâss) birtoktípus volt az Oszmán Birodalomban, olyan szolgálati birtok, mely legalább évi 100 000 akcsét jövedelmezett. A hásszi hümájún (hâss-ı hümâyun) a szultáni család birtokait jelölte, ezek mindig a legjobban jövedelmező meghódított területek voltak. A hásszi mirmiran a bejler-bejek birtokait jelentette, a hásszi mirliva (hâss-ı mîr-i livâ) pedig a szandzsákok vagy livák élén álló bégek birtokait. A vezírek is rendelkeztek hásszal.
Magyarországon jelentős szultáni hászbirtokok voltak a Duna–Tisza köze területén; olyan városok mint Cegléd, Dévaványa, Kiskunhalas, Jászberény, Kecskemét, Nagykőrös, Mezőtúr. 